# 1851 Lacroute
1851 Lacroute је астероид главног астероидног појаса. Приближан пречник астероида је 16,89 km,
а средња удаљеност астероида од Сунца износи 3,101 астрономских јединица (АЈ).
Инклинација (нагиб) орбите у односу на раван еклиптике је 1,668 степени, а орбитални период износи 1994,939 дана (5,461 година). Ексцентрицитет орбите астероида износи 0,194.
Апсолутна магнитуда астероида износи 12,30 а геометријски албедо 0,074.
Астероид је откривен 9. новембра 1950. године.